# Fältbuss
En fältbuss är en industriell digital kommunikationsbuss för distribuerad realtidskontroll.
En fältbuss används för att koppla samman automationsutrustning såsom programmerbara styrsystem (PLC), sensorer, robotar, frekvensomvandlare och så vidare i nätverk.
Några av fördelarna med att ansluta enheter via fältbuss är en minskad installationskostnad, förenklad anslutning av ny utrustning samt möjligheter att läsa och skriva parametrar samt göra diagnostik över nätverket.

## Protokoll
År 1999 publicerades den första versionen av standarden IEC 61158 "Digital data communication for measurement and control—Fieldbus for use in industrial control systems" som innehöll åtta olika protokoll:
- FOUNDATION Fieldbus H1
- ControlNet
- PROFIBUS
- P-Net
- FOUNDATION Fieldbus HSE (High Speed Ethernet)
- Interbus
- SwiftNet
- WorldFIP

## Standarder
Det finns många olika fältbussar, exempel på vanliga system:
- AS-Interface
- CANopen
- ControlNet
- DeviceNet
- EtherCAT
- FOUNDATION fieldbus
- HART Protocol
- Interbus
- LonWorks
- Modbus
- PROFIBUS
- SERCOS interface
- VARAN